# Mississippi kormányzóinak listája
Ez a lista az Amerikai Egyesült Államok Mississippi államának kormányzóit sorolja föl. Az első európai expedíciót a Mississippi völgy területére 1539-ben Hernando de Soto vezette. A következő évben a felfedezők az indiánokkal harcba keveredtek, melyet a korszerűbb fegyverek döntöttek el, mindez lehetővé tette további előrenyomulásukat nyugat felé. Májusban elérték a Mississippi folyót, innen tovább haladtak, majd visszafordultak. De Soto megsebesült, ezért a későbbi Nanchez város területén telepedtek le, itt De Soto rövidesen belehalt sérüléseibe, csapata pedig visszavonult. Ezután sokáig az indiánok háborítatlanul éltek.
1798. április 7-én létrejött a Mississippi Territory, ekkor Georgia és Dél-Karolina engedett át területeket. Ezután még kétszer bővítették a Mississippi Territory-t. A területre igényt tartott az Egyesült Államok és Spanyolország. Az Egyesült Államok (egyenlőtlen szerződésben) az 1800-as és 1830-as évek között megvásárolta a területeket az indián törzsektől.
1817. december 10-én Mississippi huszadikként csatlakozott az Unióhoz.
A kormányzói széket négy évre lehet elnyerni, s az adott személy egyszer újraválasztható.
Jelenleg a 63. kormányzó, a Republikánus Párthoz tartozó Tate Reeves tölti be a tisztséget 2020. január 14. óta. A helyettes kormányzó a szintén republikánus Delbert Hosemann.

## Párthovatartozás
| Párt                   | Kormányzók |
| ---------------------- | ---------- |
| Demokrata              | 47         |
| Republikánus           | 6          |
| Demokrata-republikánus | 3          |
| Jackson-ellenes        | 2          |
| Whig                   | 2          |
| Unionista/Demokrata    | 1          |
| Katonai                | 1          |

## Mississippi terület kormányzói
| # | Kép | Kormányzó               | Hivatali idő kezdete | Hivatali idő vége  | Párt                 |
| - | --- | ----------------------- | -------------------- | ------------------ | -------------------- |
| 1 |     | Winthrop Sargent        | 1798. május 7.       | 1801. május 25.    | 40x40px[halott link] |
| 2 |     | William C. C. Claiborne | 1801. május 25.      | 1805. március 1.   |                      |
| 3 |     | Robert Williams         | 1805. március 1.     | 1809. március 7.   |                      |
| 4 |     | David Holmes            | 1809. március 7.     | 1817. december 10. |                      |

## Mississippi szövetségi állam kormányzói
| Mississippi kormányzóinak listája                                                                                          | Mississippi kormányzóinak listája                                                                                          | Mississippi kormányzóinak listája                                                                                          | Mississippi kormányzóinak listája                                                                                          | Mississippi kormányzóinak listája                                                                                          | Mississippi kormányzóinak listája                                                                                          | Mississippi kormányzóinak listája | Mississippi kormányzóinak listája                                                                                          | Mississippi kormányzóinak listája                                                                                          |
| Katonai kormányzó Föderalista Demokrata-Republikánus Unionisták Jackson-ellenes Whig Párt Demokrata Párt Republikánus Párt | Katonai kormányzó Föderalista Demokrata-Republikánus Unionisták Jackson-ellenes Whig Párt Demokrata Párt Republikánus Párt | Katonai kormányzó Föderalista Demokrata-Republikánus Unionisták Jackson-ellenes Whig Párt Demokrata Párt Republikánus Párt | Katonai kormányzó Föderalista Demokrata-Republikánus Unionisták Jackson-ellenes Whig Párt Demokrata Párt Republikánus Párt | Katonai kormányzó Föderalista Demokrata-Republikánus Unionisták Jackson-ellenes Whig Párt Demokrata Párt Republikánus Párt | Katonai kormányzó Föderalista Demokrata-Republikánus Unionisták Jackson-ellenes Whig Párt Demokrata Párt Republikánus Párt | Katonai kormányzó Föderalista Demokrata-Republikánus Unionisták Jackson-ellenes Whig Párt Demokrata Párt Republikánus Párt | Katonai kormányzó Föderalista Demokrata-Republikánus Unionisták Jackson-ellenes Whig Párt Demokrata Párt Republikánus Párt | Katonai kormányzó Föderalista Demokrata-Republikánus Unionisták Jackson-ellenes Whig Párt Demokrata Párt Republikánus Párt |
| # | Kép | Kormányzó | Hivatali idő kezdete | Hivatali idő vége | Párt | Egyéb választott (szövetségi) tisztségei | Helyettes | Helyettes |
| --- | --- | --- | --- | --- | --- | --- | --- | --- |
| 1 | | David Holmes | 1817. december 10. | 1820. január 5. | | Az Amerikai Egyesült Államok Kongresszusának tagja (Virginia képviseletében) (1797-1809) Az USA szenátusának tagja (Mississippi képviseletében) (1820–1825) | Duncan Stewart | |
| 2 | | George Poindexter | 1820. január 5. | 1822. január 7. | | Az Amerikai Egyesült Államok Kongresszusának delegáltja (Mississippi képviseletében) (1807-1813) Az Amerikai Egyesült Államok Kongresszusának tagja (1810-1819) Az USA szenátusának tagja (1830-1835) Az Amerikai Egyesült Államok Szenátusának pro tempore elnöke (1834) | James Patton | |
| 3 | | Walter Leake | 1822. január 7. | 1825. november 17. | | Az USA szenátusának tagja (1817–1820) | David Dickson (1822-1824)                                                                                                  | |
| 3 | Gerard Brandon (1824-1825)                                                                                                 | Walter Leake | 1822. január 7. | 1825. november 17. | | Az USA szenátusának tagja (1817–1820) | | |
| 4 | | Gerard Brandon | 1825. november 17. | 1826. január 7. | 40x40px[halott link] | | Széküresedés | Széküresedés |
| 5 | | David Holmes | 1826. január 7. | 1826. július 25. | 40x40px[halott link] | Az Amerikai Egyesült Államok Kongresszusának tagja (Virginia képviseletében) (1797-1809) Az USA szenátusának tagja (Mississippi képviseletében) (1820–1825) | Gerard Brandon (1826) | 40x40px[halott link] |
| 6 | | Gerard Brandon | 1826. július 25. | 1832. január 9. | 40x40px[halott link] | | Széküresedés | Széküresedés |
| 6 | Abram M. Scott (1828–1832)                                                                                                 | Gerard Brandon | 1826. július 25. | 1832. január 9. | 40x40px[halott link] | | | |
| 7 | | Abram M. Scott | 1832. január 9. | 1833. július 12. | 50x50px[halott link] | | Fountain Winston (1832–1832)                                                                                               | FÜGG |
| 7 | Nem volt | Abram M. Scott | 1832. január 9. | 1833. július 12. | 50x50px[halott link] | | | |
| 8 | | Charles Lynch | 1833. július 12. | 1833. november 20. | 50x50px[halott link] | | Nem volt | Nem volt |
| 9 | | Hiram Runnels | 1833. november 20. | 1835. november 20. | 40x40px[halott link] | | Nem volt | Nem volt |
| 10 | | John A. Quitman | 1835. november 20. | 1836. január 7. | | Az USA képviselőházának tagja (1855 – 1858) | Nem volt | Nem volt |
| 11 | | Charles Lynch | 1836. január 7. | 1838. január 8. | | | Nem volt | Nem volt |
| 12 | | Alexander G. McNutt | 1838. január 8. | 1842. január 10. | 40x40px[halott link] | | Nem volt | Nem volt |
| 13 | | Tilghman Tucker | 1842. január 10. | 1844. január 10. | 40x40px[halott link] | | Nem volt | Nem volt |
| 14 | | Albert G. Brown | 1844. január 10. | 1848. január 10. | 40x40px[halott link] | Az USA szenátusának tagja (1854–1861) | Nem volt | Nem volt |
| 15 | | Joseph W. Matthews | 1848. január 10. | 1850. január 10. | 40x40px[halott link] | | Nem volt | Nem volt |
| 16 | | John A. Quitman | 1850. január 10. | 1851. február 3. | 40x40px[halott link] | Az USA képviselőházának tagja (1855 – 1858) | Nem volt | Nem volt |
| 17 | | John Isaac Guion | 1851. február 3. | 1851. november 4. | 40x40px[halott link] | | Nem volt | Nem volt |
| 18 | | James Whitfield | 1851. november 4. | 1852. január 10. | 40x40px[halott link] | | Nem volt | Nem volt |
| 19 | | Henry S. Foote | 1852. január 10. | 1854. január 5. | 40x40px[halott link] | Az USA szenátusának tagja (1847–1852) Az Amerikai Konföderációs Államok képviselőházának tagja (Tennessee képviseletében) (1862-1865) | Nem volt | Nem volt |
| 20 | | John J. Pettus | 1854. január 5. | 1854. január 10. | 40x40px[halott link] | | Nem volt | Nem volt |
| 21 | | John J. McRae | 1854. január 10. | 1857. november 16. | 40x40px[halott link] | Az USA szenátusának tagja (1851 – 1852) Az USA képviselőházának tagja (1858 – 1861) | Nem volt | Nem volt |
| 22 | | William McWillie | 1857. november 16. | 1859. november 21. | 40x40px[halott link] | Az USA képviselőházának tagja (1849 – 1851) | Nem volt | Nem volt |
| 23 | | John J. Pettus | 1859. november 21. | 1863. november 16. | 40x40px[halott link] | | Nem volt | Nem volt |
| 24 | | Charles Clark | 1863. november 16. | 1865. május 22. | 40x40px[halott link] | | Nem volt | Nem volt |
| 25 | | William L. Sharkey | 1865. június 13. | 1865. október 16. | - | | Nem volt | Nem volt |
| 26 | | Benjamin G. Humphreys | 1865. október 16. | 1868. június 15. | 40x40px[halott link] | | Nem volt | Nem volt |
| 27 | | Adelbert Ames | 1868. június 15. | 1870. március 10. | | Az USA szenátusának tagja (1870 – 1874) | Nem volt | Nem volt |
| 28 | | James L. Alcorn | 1870. március 10. | 1871. november 30. | 40x40px[halott link] | Az USA szenátusának tagja (1871 – 1877) | Ridgley C. Powers | 40x40px[halott link] |
| 29 | | Ridgley C. Powers | 1871. november 30. | 1874. január 4. | 40x40px[halott link] | | Alexander K. Davis(1871–1876)                                                                                              | 40x40px[halott link] |
| 30 | | Adelbert Ames | 1874. január 4. | 1876. március 29. | 40x40px[halott link] | Az USA szenátusának tagja (1870 – 1874) | Alexander K. Davis(1871–1876)                                                                                              | 40x40px[halott link] |
| 31 | | John M. Stone | 1876. március 29. | 1882. január 29. | 40x40px[halott link] | | Széküresedés | Széküresedés |
| 31 | William H. Sims | John M. Stone | 1876. március 29. | 1882. január 29. | 40x40px[halott link] | 40x40px[halott link] | | |
| 32 | | Robert Lowry | 1882. január 29. | 1890. január 13. | 40x40px[halott link] | | G. D. Shands | 40x40px[halott link] |
| 33 | | John M. Stone | 1890. január 13. | 1896. január 20. | 40x40px[halott link] | | M. M. Evans | 40x40px[halott link] |
| 34 | | Anselm J. McLaurin | 1896. január 20. | 1900. január 16. | 40x40px[halott link] | Az USA szenátusának tagja (1884 – 1895) | J. H. Jones | 40x40px[halott link] |
| 35 | | Andrew H. Longino | 1900. január 16. | 1904. január 19. | 40x40px[halott link] | | James T. Harrison | 40x40px[halott link] |
| 36 | | James K. Vardaman | 1904. január 19. | 1908. január 21. | 40x40px[halott link] | Az USA szenátusának tagja (1913 – 1919) | John Prentiss Carter | 40x40px[halott link] |
| 37 | | Edmond Noel | 1908. január 21. | 1912. január 16. | 40x40px[halott link] | | Luther Manship | 40x40px[halott link] |
| 38 | | Earl L. Brewer | 1912. január 16. | 1916. január 18. | 40x40px[halott link] | | Theodore G. Bilbo | 40x40px[halott link] |
| 39 | | Theodore G. Bilbo | 1916. január 18. | 1920. január 18. | 40x40px[halott link] | Az USA szenátusának tagja (1935 – 1947) | Lee M. Russell | 40x40px[halott link] |
| 40 | | Lee M. Russell | 1920. január 18. | 1924. január 18. | 40x40px[halott link] | | Homer H. Casteel | 40x40px[halott link] |
| 41 | | Henry L. Whitfield | 1924. január 22. | 1927. március 18. | 40x40px[halott link] | | Dennis Murphree (1924–1927)                                                                                                | 40x40px[halott link] |
| 42 | | Dennis Murphree | 1927. március 18. | 1928. január 16. | 40x40px[halott link] | | Széküresedés | Széküresedés |
| 43 | | Theodore G. Bilbo | 1928. január 16. | 1932. január 19. | 40x40px[halott link] | Az USA szenátusának tagja (1935 – 1947) | Cayton B. Adam | 40x40px[halott link] |
| 44 | | Martin Sennet Conner | 1932. január 19. | 1936. január 21. | 40x40px[halott link] | | Dennis Murphree | 40x40px[halott link] |
| 45 | | Hugh L. White | 1936. január 26. | 1940. január 16. | 40x40px[halott link] | | Jacob Buehler Snider | 40x40px[halott link] |
| 46 | | Paul B. Johnson Sr. | 1940. január 16. | 1943. december 26. | 40x40px[halott link] | Az Amerikai Egyesült Államok Kongresszusának tagja (1919 – 1923) | Dennis Murphree (1940–1943)                                                                                                | 40x40px[halott link] |
| 47 | | Dennis Murphree | 1943. december 26. | 1944. január 18. | 40x40px[halott link] | | Széküresedés | Széküresedés |
| 48 | | Thomas L. Bailey | 1944. január 18. | 1946. november 2. | 40x40px[halott link] | | Fielding L. Wright (1944–1946)                                                                                             | 40x40px[halott link] |
| 49/50 | | Fielding L. Wright | 1946. november 2. | 1952. január 22. | 40x40px[halott link] | | Széküresedés | Széküresedés |
| 49/50 | Sam Lumpkin (1948–1952) | Fielding L. Wright | 1946. november 2. | 1952. január 22. | 40x40px[halott link] | 40x40px[halott link] | | |
| 51 | | Hugh L. White | 1952. január 22. | 1956. január 17. | 40x40px[halott link] | | Carroll Gartin (1952–1960)                                                                                                 | 40x40px[halott link] |
| 52 | | James P. Coleman | 1956. január 17. | 1960. január 19. | 40x40px[halott link] | A Legfelsőbb bíróság tagja (1965-1981) | Carroll Gartin (1952–1960)                                                                                                 | 40x40px[halott link] |
| 53 | | Ross Barnett | 1960. január 19. | 1964. január 21. | 40x40px[halott link] | | Paul B. Johnson, Jr. | 40x40px[halott link] |
| 54 | | Paul B. Johnson Jr. | 1964. január 21. | 1968. január 16. | 40x40px[halott link] | | Carroll Gartin (1964–1966)                                                                                                 | 40x40px[halott link] |
| 54 | Széküresedés | Paul B. Johnson Jr. | 1964. január 21. | 1968. január 16. | 40x40px[halott link] | | | |
| 55 | | John Bell Williams | 1968. január 16. | 1972. január 18. | 40x40px[halott link] | Az USA képviselőházának tagja (1947 – 1968) | Charles L. Sullivan | 40x40px[halott link] |
| 56 | | William Waller | 1972. január 18. | 1976. január 20. | 40x40px[halott link] | | William F. Winter | 40x40px[halott link] |
| 57 | | Cliff Finch | 1976. január 20. | 1980. január 22. | 40x40px[halott link] | | Evelyn Gandy | 40x40px[halott link] |
| 58 | | William Winter | 1980. január 22. | 1984. január 10. | 40x40px[halott link] | | Brad Dye (1980–1992) | 40x40px[halott link] |
| 59 | | William Allain | 1984. január 10. | 1988. január 12. | 40x40px[halott link] | | Brad Dye (1980–1992) | 40x40px[halott link] |
| 60 | | Ray Mabus | 1988. január 12. | 1992. január 14. | 40x40px[halott link] | Az USA nagykövete Szaúd-Arábiában (1994-1996) Az USA hadügyi államtitkára (2009-hivatalban) | Brad Dye (1980–1992) | 40x40px[halott link] |
| 61 | | Kirk Fordice | 1992. január 14. | 2000. január 11. | 40x40px[halott link] | | Eddie Briggs (1992–1996)                                                                                                   | 40x40px[halott link] |
| 61 | Ronnie Musgrove (1996–2000)                                                                                                | Kirk Fordice | 1992. január 14. | 2000. január 11. | 40x40px[halott link] | 40x40px[halott link] | | |
| 62 | | Ronnie Musgrove | 2000. január 11. | 2004. január 13. | 40x40px[halott link] | | Amy Tuck (1996-2008) | 40x40px[halott link] |
| 63 | | Haley Barbour | 2004. január 13. | 2012. január 10. | 40x40px[halott link] | | Amy Tuck (1996-2008) | 40x40px[halott link] |
| 63 | Phil Bryant (2008–2012) | Haley Barbour | 2004. január 13. | 2012. január 10. | 40x40px[halott link] | 40x40px[halott link] | | |
| 64 | | Phil Bryant | 2012. január 10. | 2020. január 14. | 40x40px[halott link] | | Tate Reeves | 40x40px[halott link] |
| 64 | 40x40px[halott link] | Phil Bryant | 2012. január 10. | 2020. január 14. | 40x40px[halott link] | | Tate Reeves | |
| 65 | | Tate Reeves | 2020. január 14. | Hivatalban | 40x40px[halott link] | Mississippi alkormányzója (2012-2020) | Delbert Hosemann | 40x40px[halott link] |